# NGC 7384
NGC 7384 é uma estrela na direção da constelação de Pegasus. O objeto foi descoberto pelo astrônomo William Parsons em 1850, usando um telescópio refletor com abertura de 72 polegadas. 